# Erik Jacobsen (atlet)
 Der er flere personer med dette navn, se Erik Jacobsen.
Erik Jacobsen f 1919 er tidligere en dansk atlet. Han var medlem af Københavns IF. Han satte 23. juli 1941 dansk rekord på 1500 meter med tiden 3,57,2.

## Danske mesterskaber
- Sølv 1946 3000 meter forhindring 10,24,0
- Sølv 1941 1500 meter 4,02,8

## Personlige rekorder
- 1000 meter: 2,41,3, 1945
- 1500 meter: 3,57,2 1941 DR
- 5000 meter: 15,48,0 1945
- 10000 meter: 33,01,0 1945